# Joachim Weyrich
Joachim Weyrich (* 1945 in Apolda) ist ein deutscher Maler, Grafiker und Leiter des Heimatmuseums Graal-Müritz.

## Berufliches und künstlerisches Schaffen
Weyrich war bis 2003 der Inhaber der Kunsthandlung „Die Truhe“ in Graal-Müritz.
Seit September 2005 führt er das Heimatmuseum des Ortes, dem eine Kunstgalerie angeschlossen ist.
Unter dem Titel Vom Klosterhof zum Seeheilbad werden im Heimatmuseum Graal-Müritz Zeitdokumente aus der Geschichte der beiden Orte Graal und Müritz gezeigt. Es werden dort die Gründerzeit, in der die Einwohner meist nur vom Fischfang und der Landwirtschaft lebten, die Jahre des Dritten Reiches sowie die Entwicklung von 1945 bis zur Gegenwart anschaulich dargestellt.
Im Jahre 1997 rief er einen Mal- und Zeichenzirkel ins Leben, in dem er Kunstinteressierte mit Maltechniken vertraut macht und sie bei der Suche nach einem eigenen Stil fördert. Er ist auch verantwortlich für den grafischen Teil der Urlauberzeitung Windflüchter.
Weyrich ist seit 2023 Ehrenbürger von Graal-Müritz.

## Ausstellungen
- Jagdschloss Gelbensande im Jahr 2002[5]
- Dänemark